# Eichhorns lederkop
De Eichhorns lederkop (Philemon eichhorni) is een zangvogel uit de familie Meliphagidae (honingeters). Deze vogel is genoemd naar zijn ontdekker, de Australische boer en verzamelaar Albert. F. Eichhorn (1868-1933).
Deze soort behoort tot een groep van nauw verwante soorten lederkoppen op eilanden in het oosten van de Indische Archipel zoals de manuslederkop (P. albitorques), morotailederkop (P. fuscicapillus), ceramlederkop (P. subcorniculatus), burulederkop (P. moluccensis), tanimbarlederkop (P. plumigenis), Timorese helmlederkop (P. buceroides) en de bismarcklederkop (P. cockerelli).

## Verspreiding en leefgebied
De soort is een endemische soort op het eiland Nieuw Ierland van de Bismarck-archipel in Papoea-Nieuw-Guinea.

## Status
De grootte van de populatie is niet gekwantificeerd, maar de vogel is in geschikt habitat vrij algemeen en staat daarom als niet bedreigd op de Rode Lijst van de IUCN.